# Japanischer Sicherheitsrat
Der japanische Sicherheitsrat (japanisch 安全保障会議 anzen-hoshō-kaigi) ist ein Gremium des Kabinetts, das den Premierminister in Fragen der Verteidigungspolitik und der äußeren Sicherheit berät. Ihm gehören unter dem Vorsitz des Premierministers der Außenminister, der Finanzminister, der Verteidigungsminister, der Innenminister, der Kabinettssekretär, der Wirtschaftsminister, der Minister für Land, Infrastruktur und Transport und der Vorsitzende der Nationalen Kommission für Öffentliche Sicherheit an. Auf Wunsch des Premierministers nehmen auch andere Minister, der Generalstabschef oder andere Verantwortliche der Selbstverteidigungsstreitkräfte an den Sitzungen teil.
Der Sicherheitsrat wurde am 1. Juni 1986 als Nachfolger des Nationalen Verteidigungsrates (国防会議 kokubō-kaigi) geschaffen. Er legt die Richtlinien der japanischen Verteidigungspolitik fest, befasst sich aber auch mit Fragen anderer Politikbereiche, sofern sie die nationale Sicherheit Japans berühren, wie der Industrieproduktion oder außenpolitischen Initiativen.
Der Plan von Premierminister Shinzō Abe, einen Nationalen Sicherheitsrat nach amerikanischem Vorbild zu schaffen, wurde von seinem Nachfolger Yasuo Fukuda aufgegeben.

## Weblink
- Gesetz zur Einrichtung des Sicherheitsrates vom 27. Mai 1986 (japanisch)